# Chjargas nuur
Chjargas nuur, Chirgis-nuur, Chirgis-nur – słone, bezodpływowe jezioro w północno-zachodniej Mongolii, w ajmaku uwskim, w Kotlinie Wielkich Jezior.
Jezioro o powierzchni 1407 km², głębokości do 80 m, długości do 75 km i szerokości do 31 km. Leży na wysokości 1028,5 m n.p.m. Zasolone (7,5 g/l, trochę mniej słona od wody w Bałtyku), woda smakiem, kolorem i wonią przypomina morską. Jest bardzo czyste, na jego brzegach nigdy nie było osiedli ludzkich. Obfituje w rybę, ale dominuje tylko jeden gatunek - osman nagi (Oreoleuciscus angusticephalus), który posiada trzy ekologiczne formy (drapieżna forma sięga 1 m długości i wieku 40 lat), ale żadna z tych form nie jest wartościowa.

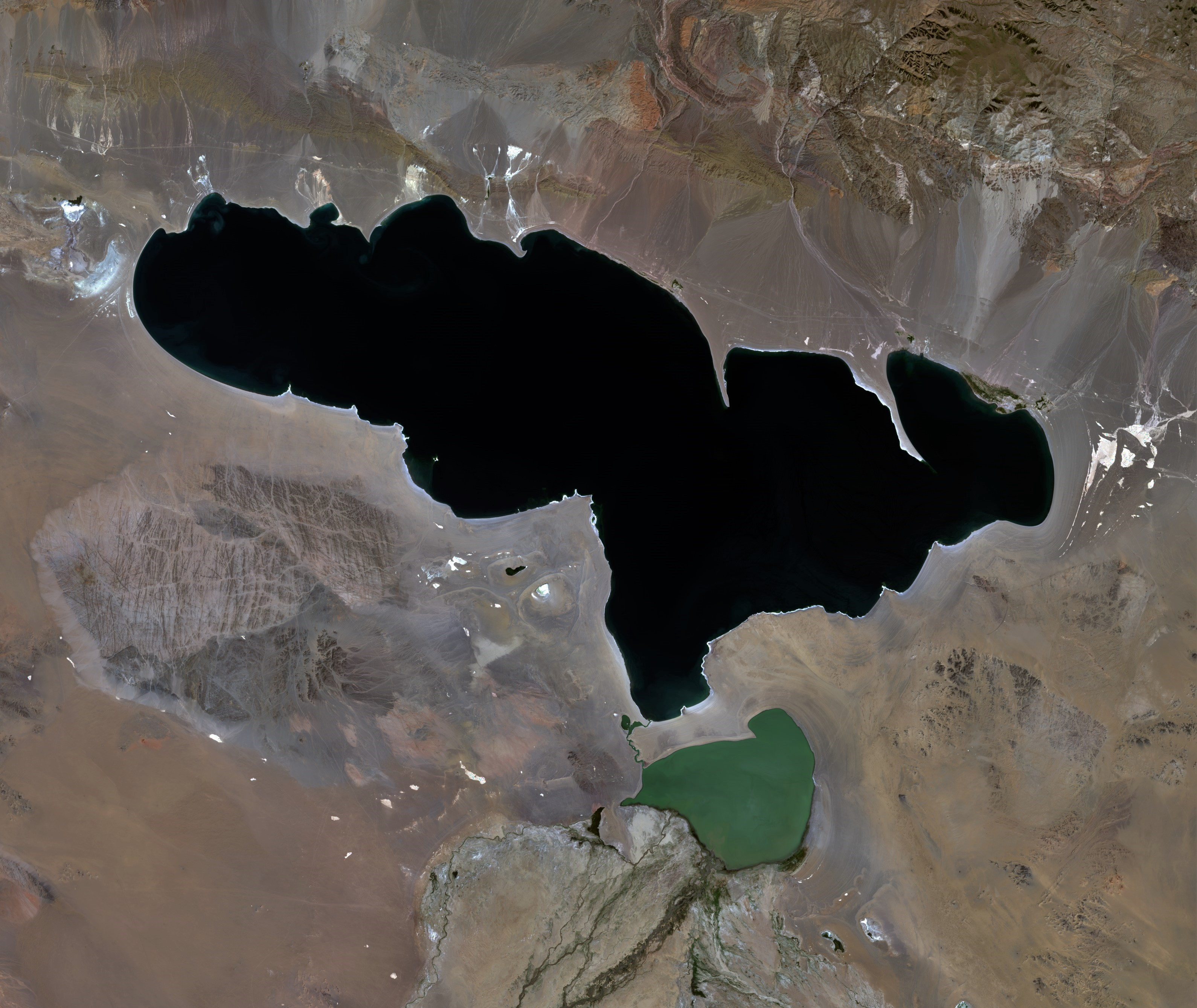
Zdjęcie satelitarne jeziora Chjargas Nuur otrzymane z Landsat 8. Mniejsze jezioro na południe od Chjargas Nuur nazywa się Ajrag Nuur.